# Hamilton Jordan

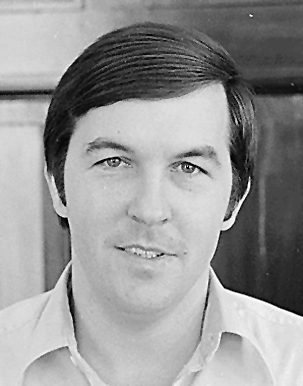
Hamilton Jordan (1977)

William Hamilton McWhorter Jordan (* 21. September 1944 in Charlotte, North Carolina; † 20. Mai 2008 in Atlanta, Georgia) war ein politischer Berater in den USA und Tennisfunktionär.

## Leben
Jordan wurde zwar in North Carolina geboren, wuchs aber in Albany, Georgia auf. 1967 machte er seinen Bachelor of Arts in politischen Wissenschaften an der University of Georgia. Aufgrund gesundheitlicher Einschränkungen konnte Jordan keinen Militärdienst leisten, arbeitete aber im Vietnamkrieg als zivile Hilfskraft in der Flüchtlingsbetreuung.
Jordan war unter Präsident Jimmy Carter von 1979 bis 1980 Stabschef des Weißen Hauses. Zuvor war der Posten seit Carters Amtsübernahme im Januar 1977 vakant gewesen, weil der Präsident keine Notwendigkeit dazu gesehen hatte, ein Mitglied seines Stabes offiziell mit diesem Amt zu betrauen. 1986 bewarb Jordan sich in Georgia um die Nominierung der Demokratischen Partei für die Wahlen zum US-Senat, unterlag aber Wyche Fowler. Nach seiner politischen Karriere bekleidete er unter anderem im Jahr 1988 das Amt des CEOs der Association of Tennis Professionals (ATP).
Er starb im Mai 2008 an einem Mesotheliom.
In seinen späteren Jahren begann Jordan mit der Arbeit an seinen Memoiren mit dem Titel Boy From Georgia: Coming of Age In The Segregated South. Nach seinem Tod wurde das Werk von seiner Tochter, der Fernsehautorin und Showrunnerin Kathleen Jordan (bekannt für Teenage Bounty Hunters und The Decameron), vollendet und posthum veröffentlicht.